# Гонтар Микола Павлович
Микола Павлович Гонтар (рос. Николай Павлович Гонтарь, нар. 29 квітня 1949, Владивосток) — радянський футболіст, що грав на позиції воротаря. Майстер спорту (з 1973), заслужений тренер РРФСР (1990).
Виступав, зокрема, за «Динамо» (Москва), а також національну збірну СРСР.

## Клубна кар'єра
Вихованець футбольних шкіл «Динамо» і «Промінь» з рідного Владивостока, за які грав у 1963—1966 роках. Перші тренери — Геннадій Мєлков, Валентин Саєнко та Борис Ярошенко.
У дорослому футболі дебютував 1967 року виступами за «Промінь», в якому провів чотири сезони у другому та третьому дтвізіонах СРСР.
1971 року перейшов до клубу «Динамо» (Москва), де став дублером Володимира Пільгуя. У складі московського клубу дебютував в чемпіонатах країни 9 серпня 1972 року зі командою СКА (Ростов-на-Дону) (3:0) у Ростові-на-Дону. З 1975 року став основним воротарем команди, з якою став чемпіоном СРСР 1976 (весна), третім призером чемпіонату СРСР 1975 року, фіналістом Кубка СРСР 1979 року та півфіналістом Кубка володарів Кубків 1978 року. Також чемпіонського 1976 року був включений до списку «33-х кращих футболістів країни»  — № 2. Завершив професійну кар'єру футболіста виступами за команду «Динамо» у 1984 році.

## Виступи за збірну
Грав за молодіжну (1972, 1 матч) і олімпійську (1979, 4 матчі) збірні СРСР. За другу збірну СРСР зіграв 1 матч (1976).
1976 року дебютував в офіційних матчах у складі національної збірної СРСР. Протягом кар'єри у національній команді, яка тривала 4 роки, провів у формі головної команди країни 12 матчів, пропустивши 10 голів. Учасник відбіркових матчів чемпіонату Європи 1980 року, на який радянська збірна не кваліфікувалась.

## Тренерська робота
Після завершення ігрової кар'єри працював начальником команди «Динамо-2» (Москва) з липня 1986 по 1987 рік. З березня 1988 року став працювати у першій команді «Динамо» тренером воротарів. Вніс внесок у становлення гри Андрія Сметаніна, Валерія Клейменова, Дмитра Тяпушкіна і Дмитра Крамаренка.

## Досягнення

### Як гравця
- Чемпіон СРСР: 1976 (весна)
- Бронзовий призер чемпіонату СРСР: 1975
- У списку «33-х найкращих футболістів країни»: № 2 — 1976
- Увійшов до Клубу Льва Яшина: 1983

### Як тренера
- Срібний призер чемпіонату Росії: 1994
- Бронзовий призер чемпіонату СРСР (1): 1990
- Бронзовий призер чемпіонату Росії (4): 1992, 1993, 1997, 2008
- Володар Кубку Росії: 1995